# Lawrie Fernandes
Lawrence (Lawrie) Fernandes (1929 - 22 januari 1995) was een Indiaas hockeyer. 
Fernandes won in 1948 met de Indiase ploeg de olympische gouden medaille.

## Resultaten
- 1948  Olympische Zomerspelen in Londen